# Russischer Nihilismus
Der russische Nihilismus (lat. nihil ‚nichts‘ und -ismus) umfasst sowohl eine philosophische Strömung als auch eine sozio-kulturelle Bewegung. Hauptmerkmal des russischen Nihilismus ist die Ablehnung von Autoritäten – Staat, Kirche und Familie – und das Streben nach einer freiheitlichen und atheistischen Gesellschaft. Das Studium der (Natur-)Wissenschaften liefert die Erkenntnisse für eine ideale neue Gesellschaftsordnung, Bildung ist der Weg zur Selbstemanzipation. Der russische Nihilismus zeichnet sich durch Niedrigschätzung der Geisteswissenschaften und der Künste aus, die bis zur Anti-Ästhetik gehen kann.

## Zeitliche Einordnung
Im weiteren Sinn wird die gesamte Regierungszeit Alexander II. (1855–1881) als zeitlicher Rahmen für den russischen Nihilismus angegeben. Diese Einteilung wird vorwiegend in der westlichen Historiographie vorgenommen. Man unterscheidet eine Gründungsphase (1860–1869) und eine revolutionäre Phase (1870–1881).
Getragen von der Aufbruchstimmung zur Zeit der Reformen unter Alexander II. formierte sich in der Gründungsphase des russischen Nihilismus ein sozio-kulturelles Gegenmilieu zur alten russischen Adelsgesellschaft. In Literatur und Philosophie wurden neue Gesellschaftsmodelle entworfen.
Die revolutionäre Phase des russischen Nihilismus wurde mit dem Revolutionären Katechismus (1869) von Sergei Netschajew eingeleitet. Attentate auf Vertreter der Zarenherrschaft sowie der Zarenmord galten als Grundlage für die Schaffung einer neuen Gesellschaft.
Im engeren Sinn wird der russische Nihilismus auf die Zeit zwischen Regierungsantritt Alexander II. (1855) und dem ersten Attentat auf den Zaren (1866) beziehungsweise dem Aufkommen der russischen populistischen Bewegung Narodniki um 1870 festgesetzt. Die russische Historiographie sowie neuere kulturwissenschaftliche Forschungsarbeiten nehmen diese Einteilung vor.
Man unterscheidet gleichfalls zwei Phasen des russischen Nihilismus. Die erste Phase (1856–1861) ist durch Optimismus und politische Toleranz gekennzeichnet. Die (Adels-)Gesellschaft und das nihilistische Milieu sind im Einklang miteinander. Intellektuelle wie Alexander Herzen, Nikolai Gawrilowitsch Tschernyschewski und Nikolai Dobroljubow gehören in diese Phase. Die zweite Phase (1862–1866) ist durch soziale Unruhe, die staatliche Reaktion und eine Skepsis hinsichtlich der gesellschaftlichen Veränderungsmöglichkeiten gekennzeichnet. Den theoretischen Hintergrund liefert Dmitri Pissarew (vgl. Confino, Pozefsky). Einige Wissenschaftler fassen nur Pissarew und seine Anhänger als Nihilisten auf.

## Historischer Hintergrund
Die 1850er und 1860er waren Jahre gesellschaftlicher Umbrüche im Russischen Kaiserreich. Es war eine Periode des kulturellen, sozialen, ökonomischen und politischen Wandels. Der verlorene Krimkrieg (1853–56) verwies auf die Rückständigkeit Russlands. Mit dem Regierungsantritt von Alexander II. im Jahr 1855 machte sich innerhalb des Staatsapparats als auch unter der adligen Bevölkerung eine Reform- und Aufbruchstimmung breit.
Es begann die Zeit der großen Reformen. Neben der Bauernbefreiung und der Justizreform waren es vor allem die Bildungsreformen sowie die Lockerung der Zensur, verbunden mit der Erlaubnis privater Zeitschriftengründungen, die die Grundlage für den russischen Nihilismus als philosophische Strömung und sozio-kulturelle Bewegung bildeten.
Im Bildungsbereich erweiterten sich die Möglichkeiten für sämtliche Bevölkerungsgruppen. Von nichtstaatlicher Seite aus formierte sich die Sonntagsschulbewegung (1859–1862), die zum Ziel hatte, Bildung ins Volk und in die Provinzen zu tragen. Zudem gründeten sich allerorts pädagogische Selbstbildungszirkel, Alphabetisierungsgesellschaften, Bibliotheken und Buchläden, zu denen alle, auch Frauen Zugang hatten. Von staatlicher Seite gab es nach dem Krimkrieg ein stärkeres Interesse an Bildung. Es kam zur Ausweitung der Gymnasial- und Elementarschulausbildung, Frauen erhielten kurzzeitig Zugang zu den Universitäten (1859–1861/63).
Mit der Lockerung der Zensur und der Gründung vieler neuer nichtstaatlicher Journale und Zeitschriften entstand erstmals eine Art freie Meinungs- und Presselandschaft. Viele westeuropäische und aufklärerische Schriften wurden ins Russische übersetzt. Intellektuelle Debatten, unter anderem auch die Frauenfrage, wurden angestoßen und öffentlich diskutiert. Als Forum dienten die neu entstandenen Publikationen und private Zirkel.
In Abgrenzung zur (alten) Adelsgesellschaft und ihren Normen entstand ein radikaldemokratisch-nihilistisches Milieu, das freiheitlich-egalitären Ideen anhing und eigene Verhaltens-, Kleidungs- und die Lebensweise betreffende Regeln entwarf. Gleichsam ging damit die Herausbildung neuer Geschlechterrollen einher. Mit der Gründung von Wohnkommunen und Arbeitskooperativen (Artels) sowie dem Prinzip der fiktiven Heirat wurden Alternativen zu traditionellen weiblichen Lebensverläufen in Haus und Familie geschaffen und Frauen der Zutritt zu den neu entstehenden außerstaatlich-öffentlichen Räumen ermöglicht.
Die politischen und ökonomischen Veränderungen wurden jedoch von sozialen Unruhen begleitet; die Bauern begehrten auf (1861), Studenten demonstrierten (1861/62), unter vielen Adligen, die durch die Reformen einen sozialen Abstieg erlebten, wuchs die Unzufriedenheit. Eine Welle städtischer Reformfeuer überzog Sankt Petersburg (1862), in Polen kam es zum Aufstand (1863). Alarmiert durch diese Ereignisse, versuchte die zaristische Regierung die öffentlichen Freiräume wieder einzuschränken.
1862 erfolgte die zunächst auf acht Monate begrenzte Schließung zweier radikaldemokratischer Publikationen, des Zeitgenossen (russ. Современник) und des Russischen Wortes (russ. Русское Слово), die als kommunikative Zentren und Sprachrohr neuer Ideen galten. Nach dem Zarenattentat 1866 wurden sie schließlich ganz verboten.
Die St. Petersburger Universität wurde 1861 infolge der Studentenunruhen bis zur Überarbeitung ihrer Statuten geschlossen. 1863 verbot man das Frauenstudium in Russland. Neben der breit diskutierten biologisch determinierten intellektuellen Nichteignung von Frauen für ein Universitätsstudium wollte man sie vor radikaldemokratischen Einflüssen bewahren. In der Folge strömten russische adlige Frauen in großer Zahl an westeuropäische Universitäten, vor allem in der Schweiz, in Deutschland und Frankreich, um ihrem Wunsch nach höherer Bildung nachzukommen.
Darüber hinaus versuchte man, die Zirkel als einen weiteren Bereich außerstaatlicher Öffentlichkeit zu eliminieren. Ein geheimes Zirkular des Innenministeriums an alle Gouverneure des Russischen Reiches ordnete an, keine Gesellschaften und Zirkel oder äußere Merkmale zu dulden, die auf die Zugehörigkeit zu selbigen hindeutet.
Diese Ereignisse zwischen Reformorientierung und zeitweiliger Öffnung bis zum Entstehen neuer gesellschaftlicher Räume und der bald darauf einsetzenden Reaktion – verbunden mit der Rückkehr der Zensur und lückenloser, obrigkeitsstaatlicher Überwachung öffentlichen Lebens – bildeten den Erfahrungshintergrund der russischen Nihilisten.
Der Begriff Nihilist (russ. Нигилист) verbreitete sich im russischen Sprachraum durch den Roman Väter und Söhne (russ. Отцы и дети, 1862) von Iwan Sergejewitsch Turgenew. Die Bezeichnung bezieht sich auf den Haupthelden des Romans, Basarow, dessen Charakter an die antiautoritäre Bewegung der 1860er-Jahre angelehnt ist. Der Terminus wurde von Turgenew abwertend gebraucht.
Einige der nihilistischen Bewegung nahestehende Intellektuelle versuchten sich an einer positiven Neudefinition des Nihilismusbegriffes, vereinzelt übernahmen einige der 1860er diesen Begriff als Selbstbezeichnung. Im Allgemeinen blieb der Begriff jedoch negativ besetzt und tauchte überwiegend in polizeilichen Akten und juristischen Protokollen der zaristischen Regierung oder der antinihilistischen Literatur auf. Ab den 1870er-Jahren wurde die Bezeichnung Nihilist immer stärker in Verbindung mit Attentätern gebraucht, die den Zaren oder Vertreter der zaristischen Regierung töten wollten.
In Zeitzeugnissen und in der Forschungsliteratur findet man häufig die neutraleren Bezeichnungen Sechziger/innen (russ. щестидесятники/щестидесятницы), Radikale/Radikaldemokraten (russ. радикалы/радикал-демократы) oder neue Leute (russ. новые люди) (siehe Literatur).

## Philosophische Strömung
Der russische Nihilismus ist keine ausgereifte Philosophie, sondern stellt ein Bündel an Ideen dar. Referenzen sind die französische Aufklärung, der französische Frühsozialismus, der britische Utilitarismus und der deutsche Materialismus. Romane, Zeitschriften, Universitäten und Schulen sowie private Zirkel (russ. кружки) waren Orte des Austausches neuer Ideen. Die gesellschaftlichen Verhältnisse werden in der russischen Literatur verarbeitet, literarische Figuren sind Abbilder real existierender Personen und wirken umgekehrt als Vorbilder unter den Nihilisten.
Nikolai Tschernyschewski knüpft in seinem Roman Was tun? (russ. Что делать?, 1863) an Turgenews literarisches Motiv des Generationenkonfliktes an. Für die Söhnegeneration verwendet er den positiv besetzten Begriff neue Leute, nicht Nihilisten. Die weibliche Hauptfigur Vera Pawlowna ist einer der ersten literarischen Prototypen der neuen Frau (russ. новая женщина). Tschernyschewskis Roman spiegelt den Zeitgeist derart realistisch wider, dass er zum Standardwerk seiner Zeit und zum Vorbild innerhalb des radikaldemokratischen Milieus wird.
Den Zeitschriften wird eine große Bedeutung als Medium und Katalysator einer neuen Gesellschaft zugewiesen. Der Schlüssel zur Veränderung der Gesellschaft liegt jedoch in der eigenen Emanzipation, die nicht egoistisch angelegt ist, sondern bereits dem allgemein-öffentlichen Interesse dient. So ist die Frauenfrage eines der zentralen Themen in den Zeitschriften. Michail Michailow schreibt im Zeitgenossen Aufsätze in Befürwortung der weiblichen Emanzipation.

## Sozio-kulturelle Bewegung
Der russische Nihilismus als sozio-kulturelle Bewegung entstand in Abgrenzung zur alten Adelsgesellschaft. Das nihilistische Milieu zeichnete sich durch einen bestimmten Kleidungsstil, einen eigenen Habitus, die Lektüre kanonisierter Texte sowie die Ausübung neuer Lebensformen (Kommune, Arbeitskooperativen, gleichberechtigte Partnerschaften) aus.
Man kleidete sich schwarz, trug einen Jakobinerhut und pflegte einen informellen und direkten Umgangston. Männer hatten lange Haare und einen Bart, wie es in der russischen Gesellschaft dieser Zeit nur bei Bauern üblich war. In Absetzung zu der aufwendigen Aufmachung von Frauen auf Adelsbällen, wo sie sich für eine lukrative Eheschließung präsentierten, kleidete sich die neue Frau bescheiden, trug kurzes Haar und war eher an einem guten Buch oder einer ernsthaften Diskussion als am Besuch eines Balles interessiert. Entgegen der traditionellen, ritualisierten und geschlechtsspezifisch differierenden Umgangsformen der Adelsgesellschaft, pflegte sie einen gleichberechtigten Umgangston mit Männern.
Man traf sich zum Studium und zu Diskussionen in privaten Zirkeln, Universitätslehrer und Studenten gaben private Vorlesungen und Unterricht für Frauen, denen der Zugang zum Studium verwehrt war. Es wurden Kommunen wie die Slepzow-Kommune und Arbeitskooperativen gegründet. Als Ideal einer Partnerschaft galt die auf Liebe basierende und aus beidseitiger Zustimmung bestehende Heirat.

### Autobiographien
- Ekatarina I. Schukovskaja: Записки. Воспоминания. (Aufzeichnungen. Erinnerungen.) Moskau 2001, ISBN 5-7784-0153-1.
- Sofja Wassiljewna Kowalewskaja: Воспоминания и письма. (Erinnerungen und Briefe.) Moskau 1961.
- Александра Андреевна Комарова: Одна изъ многихъ. Изъ запизокъ нигилистки. (Eine von vielen. Aus den Aufzeichnungen einer Nihilistin.) Sankt Petersburg 1880.
- Иосиф Игнатьевич Малевич: Воспоминания. (Erinnerungen.) In: Русская Старина. Nr. 12, 1890, S. 615–654
- Лонгин Федорович Пантелеев: Воспоминания (Erinnerungen.) Moskau 1958.
- Ljudmila I. Saraskina: Вослюбленная Достоевского. Аполлинария Суслова. биография в документах, письмах, материалах. (Die Geliebte Dostojewskis. Apollinaria Prokofjewna Suslowa: Biographie in Dokumenten, Briefen, Materialien.) Soglasie, Moskau 1994, ISBN 5-86884-031-3.
- Sergej M. Stepniak: Underground Russia. Revolutionary Profiles and Sketches from Life. (Russland im Untergrund. Revolutionäre Profile und Ausschnitte aus dem Leben.) Hyperion, Westport/Conn. 1973, ISBN 0-88355-041-5 (Nachdruck der Ausgabe von 1883).
- Polina Suslowa: Dostojewskis ewige Freundin. Mein intimes Tagebuch. Ullstein, Frankfurt a. M. 1996, ISBN 3-548-30399-4.
- J. N. Wodowozowa: Im Frührot der Zeit. Erinnerungen 1848-1863. Kiepenheuer, Weimar 1972.

### Wissenschaftliche Literatur

#### Deutsch
- Derek Müller: Der Topos des neuen Menschen in der russischen und sowjetrussischen Geistesgeschichte. Lang, Bern 1998, ISBN 3-906760-12-X.
- Bianka Pietrow-Ennker: Rußlands „neue Menschen“. Die Entwicklung der Frauenbewegung von den Anfängen bis zur Oktoberrevolution. Campus, Frankfurt a. M. 1999, ISBN 3-593-36206-6.
- Wolf-Heinrich Schmidt: Nihilismus und Nihilisten. Fink, München 1974.
- Wilhelm Goldbaum: Nihilismus und russische Dichtung (1. Ursprung und Wesen des Nihilismus). In: Die Gartenlaube. Heft 31, 1881, S. 511–514 (Volltext [Wikisource]).
- Johannes Scherr: Die Nihilisten. In: Die Gartenlaube. Heft 1–3, 1885 (Volltext [Wikisource]). (Auszug aus einem im Verlag von Otto Wigand, Leipzig 1885 veröffentlichten Buch)

#### Anderssprachig
- Daniel R. Brower: Training the Nihilists. Education and Radicalism in Tsarist Russia. (Ausbildung zum Nihilisten. Bildung und Radikalismus im zaristischen Russland). Cornell University Press, Ithaca 1975, ISBN 0-8014-0874-1.
- Michael Confino: Révolte juvénile et contre-culture. Les nihilistes russes des „années 60“. (Jugendrevolte und Gegenkultur. Die russischen Nihilisten der 60er-Jahre.) In: Cahiers du Monde Russe et Soviétique. 31 (1), 1990, ISSN 0008-0160, 489–538.
- Christine Frances Donaldson: Russian Nihilism of the 1860's. A Science-based Social Movement. (Der russische Nihilismus der 1860er-Jahre. Eine wissenschaftlich begründete soziale Bewegung.) Ann Arbor/Michigan 1979 (Dissertation Ohio State University).
- Ronald Hingley: Nihilists. Russian Radicals and Revolutionaries in the Reign of Alexander II, 1855-81. (Nihilisten. Russische Radikale und Revolutionäre in der Regierungszeit Alexander II, 1855-81.) Weidenfeld and Nicolson, London 1967.
- Charles Moser: Anti-nihilism in the Russian Novel of the 1860's. (Anti-Nihilismus in russischen Romanen der 1860er-Jahre.) Mouton, Den Haag 1964.
- Irina Paperno: Chernyshevsky and the Age of Realism. A Study in the Semiotics of Behavior. (Tschernyschewski und die Zeit des Realismus. Eine Studie über die Verhaltenssemiotik.) Stanford University Press, Stanford/CA 1988, ISBN 0-8047-1453-3.
- Peter C. Pozefsky: The Nihilist Imagination. Dmitrii Pisarev and the Cultural Origins of Russian Radicalism (1860–1868). (Die nihilistische Vorstellung. Dmitrii Pisarev und die kulturellen Wurzeln des russischen Radikalismus.) Lang, New York 2003, ISBN 0-8204-6161-X.
- Arja Rosenholm: Gendering Awakening. Feminity and the Russian Woman Question of the 1860s. (Aufwachen aus Geschlechterkategorien. Feminität und die russische Frauenfrage in den 1860er-Jahren.) Aleksanteri Institut, Helsinki 1999, ISBN 951-45-8892-4.
- Richard Stites: The Woman’s Liberation Movement in Russia. Feminism, Nihilism, and Bolshevism. 1860-1930. (Die Frauenbefreiungsbewegung in Russland. Feminismus, Nihilismus und Bolschewismus. 1860-1930.) Princeton University Press, Princeton/NJ 1991, ISBN 0-691-10058-6.
- Franco Venturi: Roots of Revolution. A History of the Populist and Socialist Movements in 19th Century Russia. (Wurzeln der Revolution. Eine Geschichte populärer und sozialistischer Bewegungen im Russland des 19. Jahrhunderts.) Phoenix, London 2001, ISBN 1-84212-253-3.